# Hoverla
Hoverla (ukrajinsky Гове́рла) je hora nacházející se v pohoří Čornohora a zároveň nejvyšší vrchol Ukrajiny. Nachází se v Karpatech na hranici Zakarpatské a Ivanofrankivské oblasti.

## Příroda
Svah hory je pokryt bukovým a smrkovým porostem. V nadmořské výšce nad 1500 metrů začíná pás sub-alpského travnatého porostu, známého pod názvem poloniny.

## Historie

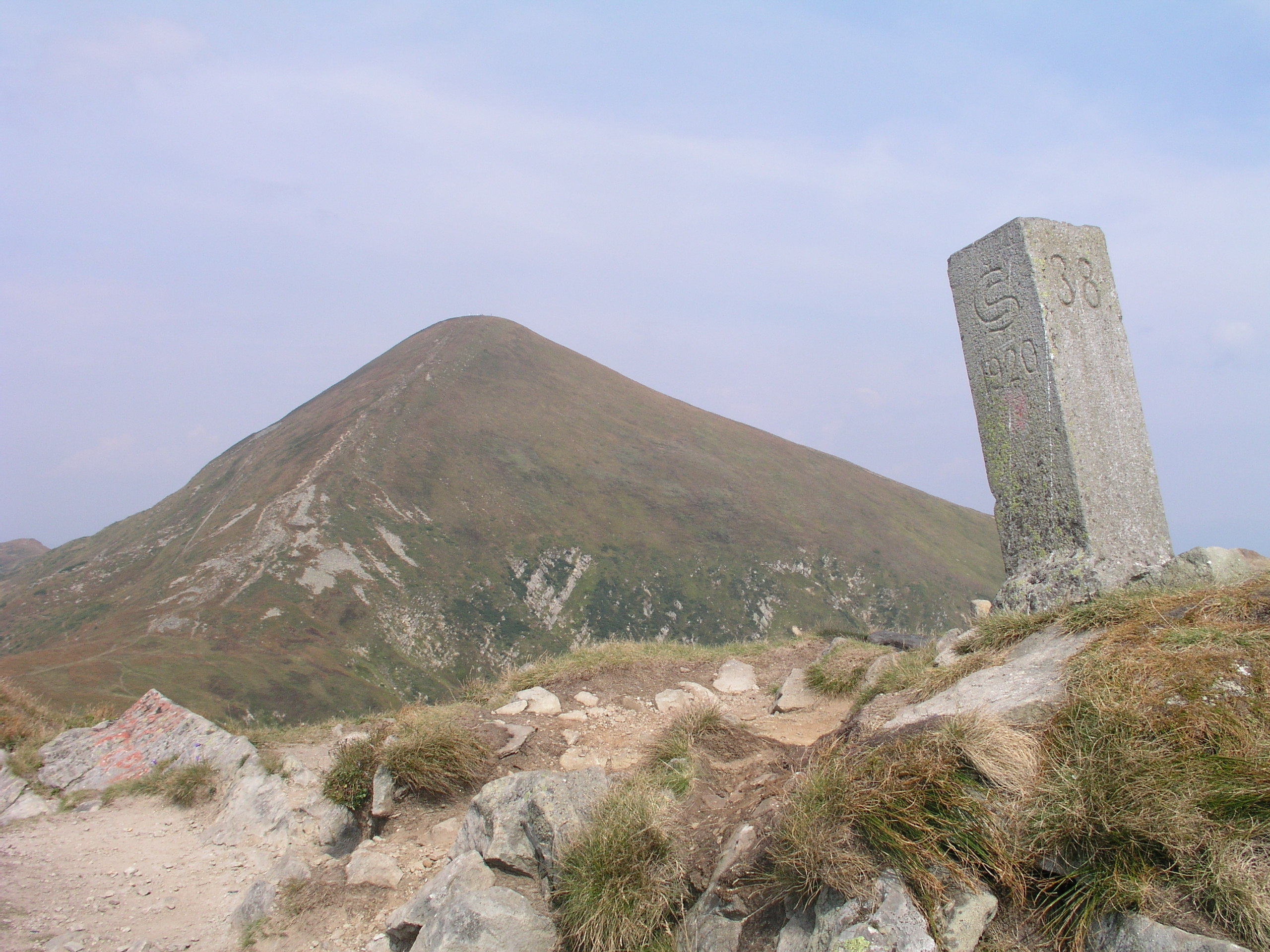
Bývalý čs. hraniční kámen

V letech 1918 až 1938 byla Hoverla na hranici Československa a Polska. Dodnes jsou zde zachované a dobře viditelné některé hraniční kameny Československé republiky.

## Přístup
Od konce srpna do počátku června je vrchol hory pokryt sněhem. Vzhledem k lavinovému nebezpečí se výstup od listopadu do května doporučuje výhradně po západním hřebenu.
Nejvyhledávanější cesta na Hoverlu vede z východu, od města Vorochta. Přechází k řece Prut a směřuje do vesnice Černohora (možno využít autobus). Z vesnice je to na vrchol zhruba 5 hodin chůze (11 km). Stezka míjí zimní středisko Zarosľak (kemp, hotel) a zvedá se dál do lesů, které jsou plné stříbrných jedlí a bříz. Nad hranicí lesa cesta překračuje alpínské louky a po nenáročném hřebeni vystupuje na vrchol s kovovým křížem a státní vlajkou. Výhled z vrcholu je výborný, obzvláště na blízké rumunské pohoří Maramureš na jihu.
Přes vrchol vede i oblíbená hřebenová trasa, která propojuje tři nejvyšší hory Ukrajiny, tj. Hoverlu (2061 m n. m.), Brebeneskul (2037 m n. m.) a Pop Ivan (2022 m n. m.). Tato trasa vede po bývalé polsko-československé hranici a dodnes jsou na ní zbytky červeného turistického značení. Úsek z Hoverly na Pop Ivan je dlouhý asi 18 km.

## Galerie

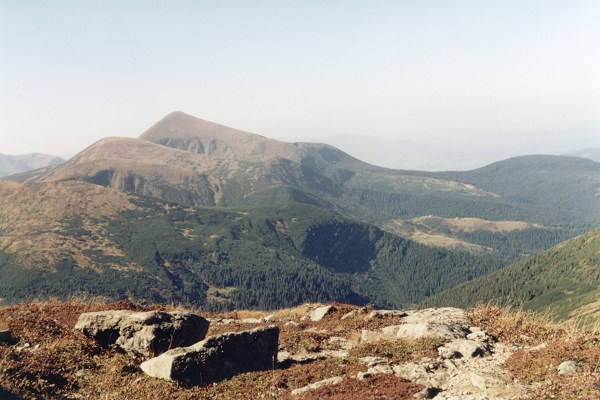
Celkový pohled na Hoverlu

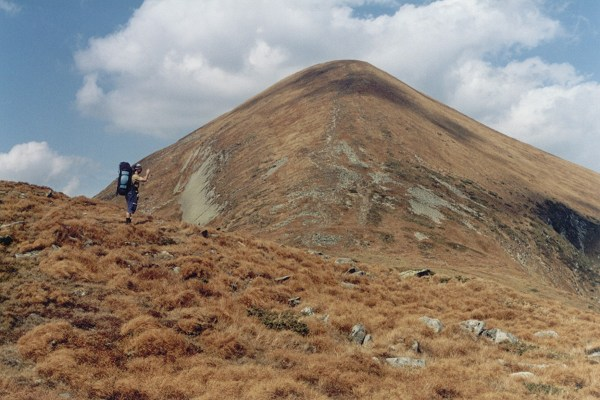
Pod vrcholem Hoverly

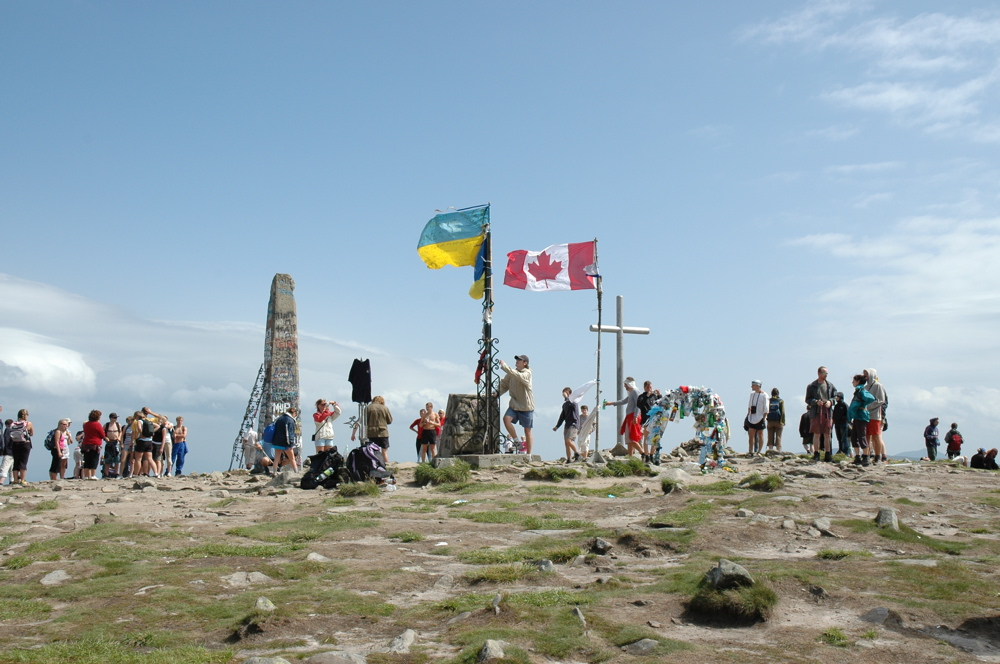
Vrchol Hoverly